# Eleccions legislatives austríaques de 1959
Les eleccions legislatives del 1959 a Àustria, al Consell Nacional van ser el 10 de maig de 1959. Els populars foren la força més votada i Julius Raab fou nomenat canceller.

## Resultats
Resum dels resultats electorals de 10 de maig de 1959 al Consell Nacional d'Àustria
| Partits                    | Partits                                                                   | Vots      | +/- | %     | +/-  | Escons | +/- |
| -------------------------- | ------------------------------------------------------------------------- | --------- | --- | ----- | ---- | ------ | --- |
|                            | Partit Popular d'Àustria (Österreichische Volkspartei)                    | 1.928.043 |     | 44,2  | -1,8 | 79     | -3  |
|                            | Partit Socialdemòcrata d'Àustria (Sozialdemokratische Partei Österreichs) | 1.953.935 |     | 44,8  | +1,8 | 78     | +4  |
|                            | Partit Liberal d'Àustria (Freiheitliche Partei Österreichs)               | 336.110   |     | 7,7   | +1,2 | 8      | +2  |
|                            | Comunistes i Socialistes d'Esquerra (Kommunisten und Linkssozialisten )   | 142.572   |     | 3,3   | -1,1 | —      | -3  |
|                            | Federació de Socialistes Democràtics Bund demokratischer Sozialisten      | 2.190     |     | 0,1   | -    | -      | -   |
|                            | Total (participació 92,90%)                                               | 4.363.194 |     | 100.0 |      | 165    |     |
| Font: Siemens Austria, BMI |                                                                           |           |     |       |      |        |     |